# Riot Act
Riot Act é o sétimo álbum de estúdio da banda Pearl Jam, lançado a 12 de Novembro de 2002.

## Faixas
1. "Can't Keep" (Eddie Vedder) – 3:39
2. "Save You" (Jeff Ament, Matt Cameron, Stone Gossard, Mike McCready, Vedder) – 3:50
3. "Love Boat Captain" (Boom Gaspar, Vedder) – 4:36
4. "Cropduster" (Cameron, Vedder) – 3:51
5. "Ghost" (Ament, Vedder) – 3:15
6. "I Am Mine" (Vedder) – 3:35
7. "Thumbing My Way" (Vedder) – 4:10
8. "You Are" (Cameron, Vedder) – 4:30
9. "Get Right" (Cameron) – 2:38
10. "Green Disease" (Vedder) – 2:41
11. "Help Help" (Ament) – 3:35
12. "Bu$hleaguer" (Gossard, Vedder) – 3:57
13. "1/2 Full" (Ament, Vedder) – 4:10
14. "Arc" (Vedder) – 1:05
15. "All or None" (Gossard, Vedder) – 4:37

## Paradas musicais
| País/Parada (2002)                    | Melhor posição |
| ------------------------------------- | -------------- |
| Austrália (ARIA)                      | 1              |
| Áustria (Ö3 Austria Top 40)           | 24             |
| Bélgica (Ultratop Flandres)           | 12             |
| Bélgica (Ultratop Valônia)            | 20             |
| Canadian Albums (Billboard)           | 4              |
| Dinamarca (Hitlisten)                 | 16             |
| Países Baixos (Dutch Charts)          | 23             |
| Finlândia (Suomen virallinen lista)   | 21             |
| França (SNEP)                         | 30             |
| Alemanha (Offizielle Deutsche Charts) | 13             |
| Irlanda (IRMA)                        | 9              |
| Itália (FIMI)                         | 2              |
| Japanese Albums (Oricon)              | 35             |
| Nova Zelândia (RMNZ)                  | 2              |
| Noruega (VG-lista)                    | 3              |
| Polish Albums (OLiS)                  | 6              |
| Portuguese Albums (AFP)               | 3              |
| Escócia (Official Scottish Albums)    | 23             |
| Spanish Albums (PROMUSICAE)           | 20             |
| Suécia (Sverigetopplistan)            | 13             |
| Suíça (Schweizer Hitparade)           | 13             |
| Reino Unido (UK Albums Chart)         | 34             |
| US Billboard 200                      | 5              |
| US Top Internet Albums (Billboard)    | 2              |

## Músicos
- Eddie Vedder - Vocal
- Matt Cameron - Bateria
- Jeff Ament - Baixo
- Mike McCready - Guitarra Solo
- Stone Gossard - Guitarra Base